# Liste der Bodendenkmäler in Eschau (Unterfranken)
Auf dieser Seite sind die Bodendenkmäler in dem unterfränkischen Markt Eschau zusammengestellt. Diese Tabelle ist eine Teilliste der Liste der Bodendenkmäler in Bayern. Grundlage ist die Bayerische Denkmalliste, die auf Basis des Bayerischen Denkmalschutzgesetzes vom 1. Oktober 1973 erstmals erstellt wurde und seither durch das Bayerische Landesamt für Denkmalpflege geführt wird. Die folgenden Angaben ersetzen nicht die rechtsverbindliche Auskunft der Denkmalschutzbehörde.

## Bodendenkmäler in Eschau
| Lage       | Objekt | Akten-Nr.     | Bild |
| ---------- | --- | ------------- | ---- |
| (Standort) | Siedlung der Urnenfelderzeit. | D-6-6121-0010 |      |
| (Standort) | Vorgeschichtliche Grabhügel, daraus Funde der mittleren Bronzezeit, der frühen Hallstattzeit und der frühen Latènezeit.                                                         | D-6-6121-0032 |      |
| (Standort) | Mittelalterlicher ebenerdiger Ansitz. | D-6-6121-0033 |      |
| (Standort) | Vorgeschichtliche Grabhügel. | D-6-6121-0035 |      |
| (Standort) | Siedlung der späten Bronzezeit und der Urnenfelderzeit. | D-6-6121-0037 |      |
| (Standort) | Siedlung der Urnenfelderzeit. | D-6-6121-0038 |      |
| (Standort) | Siedlung der Urnenfelderzeit. | D-6-6121-0039 |      |
| (Standort) | Spätmittelalterliche/frühneuzeitliche Burgruine „Wildenstein“. | D-6-6121-0066 |      |
| (Standort) | Grabhügel vorgeschichtlicher Zeitstellung. | D-6-6121-0067 |      |
| (Standort) | Archäologische Befunde im Bereich der mittelalterlichen und frühneuzeitlichen Marktsiedlung von Eschau.                                                                         | D-6-6121-0069 |      |
| (Standort) | Untertägige Teile der spätmittelalterlichen und frühneuzeitlichen Marktbefestigung von Eschau.                                                                                  | D-6-6121-0070 |      |
| (Standort) | Spätmittelalterliche und frühneuzeitliche archäologische Befunde im Bereich der evangelisch-lutherischen Pfarrkirche von Eschau.                                                | D-6-6121-0071 |      |
| (Standort) | Untertägige Siedlungsteile der frühneuzeitlichen Markterweiterung von Eschau.                                                                                                   | D-6-6121-0072 |      |
| (Standort) | Archäologische Befunde im Bereich der spätmittelalterlichen ehemaligen katholischen Pfarrkirche St. Laurentius von Sommerau.                                                    | D-6-6121-0074 |      |
| (Standort) | Archäologische Befunde im Bereich der mittelalterlichen Niederungsburg und des frühneuzeitlichen Wasserschlosses von Sommerau.                                                  | D-6-6121-0075 |      |
| (Standort) | Untertägige Teile der frühneuzeitlichen Parkanlage des frühneuzeitlichen Wasserschlosses von Sommerau.                                                                          | D-6-6121-0076 |      |
| (Standort) | Archäologische Befunde im Bereich der frühneuzeitlichen katholischen Kirche Johannes der Täufer von Hobbach mit frühneuzeitlichem Vorgängerbau sowie Körpergräbern im Kirchhof. | D-6-6121-0107 |      |
| (Standort) | Archäologische Befunde im Bereich des mittelalterlichen und frühneuzeitlichen Wasserschlosses in Oberaulenbach mit frühneuzeitlichen Ökonomiegebäuden.                          | D-6-6121-0109 |      |